# Adamov, Blansko
Adamov là một thị trấn thuộc huyện Blansko, vùng Jihomoravský, Cộng hòa Séc.